# Matilde del Mar Hidalgo y García Barna
Matilde del Mar Hidalgo y García Barna (Puebla de Zaragoza, Puebla, 30 de abril de 1943-ibid., 28 de octubre de 1997) fue una política mexicana, miembro del Partido Revolucionario Institucional (PRI). Fue en dos ocasiones diputado federal.

## Biografía
Era educadora egresada de la Escuela Normal de San Vicente y tuvo estudios de psicología en la Normal Superior Benavente. Ejerció su profesión como educadora en el Centro Escolar Niños Héroes de Chapultepec de 1964 a 1966. Fue hija de Mimí García Barna, cronista de sociales poblana.
En 1967 es nombrada directora de Relaciones Públicas de la dirección de Fomento Industrial del gobierno del estado, en 1968 es presidenta del comité municipal del PRI en Puebla y de 1969 a 1970 es secretaria de Acción Social del comité estatal del partido. En 1970 en la campaña de Gonzalo Bautista O'Farrill a presidente municipal de Puebla es coordinadora de Prensa y Relaciones Públicas, cuando Bautista gana la elección ocupa el mismo cargo en el ayuntamiento poblano, y cuando pasa a ser gobernador del estado, Matilde lo sigue como directora de Relaciones Públicas del gobierno del estado de 1972 a 1973.
En 1973 es postulada candidata del PRI a diputada federal por el Distrito 3 de Puebla, siendo elegida a la XLIX Legislatura de dicho año a 1976. En ella fue integrante de las comisiones de Turismo; de Desastres; de Puntos Constitucionales; de Industrias; y, de Educación; fue además integrante de la Comisión Permanente.
Al concluir el periodo, en 1976 es promotora de organización colectiva en la Procuraduría Federal del Consumidor en Puebla y asesora del comité nacional de la Confederación Nacional de Organizaciones Populares (CNOP) de 1976 a 1977. De 1977 a 1980 fue supervisora especial de la Compañía Nacional de Subsistencias Populares (CONASUPO) y luego delegada de la misma paraestatal de 1980 a 1984, encargada de la aplicación del programa COPLAMAR.
En 1984 pasa a ser asesora de la secretaria de Economía del gobierno del estado y en 1985 es nombrada delegada en Puebla del Instituto Nacional para la Educación de los Adultos (INEA), en dicho organismo ocupa además los cargos de coordinadora de la comisión para la Definición del Modelo de Atención a Población Indígena, miembro del Colegio de Delgados del instituto y miembro del Consejo Consultivo del mismo; así mismo, presidió la Comisión Estatal Técnico-Pedagógica. Durante su gestión en la delegación del INEA, Matilde del Mar fue cercana a quien sería posteriormente gobernador de Puebla, Manuel Bartlett Díaz y promovió el surgimiento de políticos jóvenes que formar un grupo y del que saldrían personajes que ocuparían cargo de importancia en los años futuros, entre ellos Ignacio Mier Velazco.
En 1994 fue elegida por segunda ocasión diputada federal, en esta ocasión por el Distrito 9 de Puebla a la LVI Legislatura, concluyendo su periodo constitucional el 31 de agosto de 1997 y falleció dos meses después, el 28 de octubre de 1997 en la ciudad de Puebla.